# 日中囲碁交流
日中囲碁交流は、
1. 日本と中国の間で、囲碁のプロ・アマチュアの棋士が相手国を訪問するなどして対局を行うこと。
2. 1.のうち、特に1960年から1992年にかけて、読売新聞主催で、日本棋院、関西棋院、中国囲棋協会、及びアマチュアの棋士による代表団を交互に送って行われた交流手合。
3. 個人の資格で行われた囲碁交流の中では、藤沢秀行名誉棋聖が若手棋士とともに訪中しての対局が有名。

## 明治から昭和

### 交流初期
明治になって家元制度崩壊後、方円社の活動などによって棋士の活動が安定すると、朝鮮、中国、台湾などとの交流も行われるようになった。中でも高部道平は、1909年に中国、1911年から1912年にかけて朝鮮、台湾を訪問するなどした。当時四段の高部は中国高手とされる張楽山、汪雲峰には向二子であった。また中国ではこの時までは、黒白2子ずつを盤上に置いてから対局開始する事前置石制であったのを、高部が初手から自由に着手する方法を伝えたと言われる。1918年には広瀬平治郎が、中華民国の国務院総理であった段祺瑞の招きで、弟子の岩本薫を伴い訪中。
1919年、瀬越憲作が満州、青島を歴訪、汪雲峰、伊耀卿、顧永如らと向2、3子であった。続いて同年、本因坊秀哉、広瀬、瀬越、高部らが訪中、秀哉は陶審安らに向4子で打った。中国での対局は中国ルールで行われることが通例であったが、この時秀哉は中国ルールでの対局を嫌ったと言われる。これらの対戦が、中国の棋士にとって大きな経験となる。

### 呉清源来日
またこの頃、中国から日本に留学した際に囲碁を学ぶものも多く、呉清源の父呉毅も方円社に通うなどして初段に2子ぐらいの手合となり、帰国時には棋書を多く持ち帰った。また顧水如は日本に囲碁留学し、喜多文子とは2子の手合だった。呉清源は12歳の時に北京の囲碁クラブで日本人と対局して天才少年と話題になり、1926年に訪中した岩本薫に3子で勝ち、2子で負け、1927年訪中の井上孝平に2子で勝ち、先で1勝1敗。瀬越は1928年に弟子の橋本宇太郎を派遣し、呉は先番で勝つ。これにより呉は瀬越に招かれて来日、試験手合により日本棋院の三段に認められる。

### 昭和初期
日中間の紛争が始まって後、1934年に日満華囲碁親善使節団として、木谷実、呉清源、安永一、田岡敬一らが訪中、上海、無錫、北京、青島、天津などを回って中国棋士との交流を行い、満州では木谷と呉による溥儀の前での御前試合も行われた。また皇軍慰問団の一つとして日本棋院や日本将棋連盟の棋士による訪中が行われ、1938年の慰問団は、囲碁では安永一を団長とし、田岡敬一、梶為和、藤沢秀行らだった。満州には在留日本人向けの囲碁組織として、1941年に満州棋院（別称日本棋院満州別院）が設立された。1942年に大東亜大臣であり汪兆銘政権の顧問でもあった青木一男の招待で、瀬越、橋本、呉、井上一郎らが南京の中日文化協会や上海を訪問。この時日本棋院から、顧水如、劉棣懐ら6人に四段などの段位が贈られた。1943年には福田正義、藤沢秀行、榊原章二らが満州に1年間滞在し、政府や南満州鉄道職員、軍人らへの指導を行った。

## 読売新聞日中囲碁交流

### 開始の経緯
中華人民共和国成立後、中国から日中友好協会を通じて日本棋院へ訪中が依頼されたが、この時は「時期尚早」として見送る。1957年には団長瀬越憲作、宮下秀洋、長谷川章、村島誼紀の4棋士による訪台使節団を送る。1959年に自民党顧問の松村謙三の訪中において、周恩来、陳毅との会談で文化面での交流が合意される。これにより読売新聞社及び日中友好協会主催の定期的な囲碁交流が開始されることになり、1960年に瀬越憲作を団長とする第1回の日本代表団が訪中。以後、中国代表団による訪日と交互に行われるようになる。

### 対局方法
- ルールは、日本で対局する場合は日本ルール、中国で対局する場合は中国ルールで行われた。（ただし第1回訪中団では日本ルール）
- 手合割は、互先、及び定先、置碁などもある。

### 概況
第1回には全て中国側が先で打って2勝しか挙げられなかったが（王幼宸−瀬越憲作、劉棣懐−瀬川良雄）、その後徐々に実力差を詰め、1965年には陳祖徳が岩田達明九段に勝利し、初めて日本の九段に互先での勝利を挙げる。中国ではこの勝利を記念して、この時の布石を図案とした切手も発行された。1974年から出場した聶衛平は、1975年には高川格名誉本因坊に、1976年には藤沢秀行天元、石田芳夫本因坊に勝つなど好成績を収め、日中の実力接近をうかがわせた。
1963年には訪中した杉内雅男団長から、中国囲棋協会の陳毅名誉主席に、日本棋院から名誉七段と関西棋院からは七段が贈られた。
日本中国友好協会の常任理事だった安永一は、やはり理事だった石毛嘉久夫七段とともに1963年、日本中国友好協会の代表として訪中。愛用していた布石法を中国に紹介したが、これを陳祖徳が研究・実践するようになった。1965年には、陳祖徳が安永の布石法により岩田達明に勝利する。これに島村俊廣が注目し「中国流」として日本に逆輸入した。
中国の文化大革命による1967年から72年までの中断を挟んで再開。その後中国の成績がよくなるにつれ日本側も一線棋士を揃えるべきとの声が高まり、特に読売新聞の主催する棋聖位の出場が望まれた。しかしこのための調整が始まった1983年に趙治勲が棋聖位に就き、韓国籍棋士と中国棋士の対戦は政治的課題となるが、その後中国の対韓国の姿勢が柔軟化し、また日本棋院でも三大タイトル保持者の対外対局を認めたために、1984年から個人間の三番勝負も組み入れられるようになり、名称も日中囲碁決戦となった。この初回には聶衛平は趙治勲棋聖、加藤正夫王座に連敗するが、馬暁春が橋本昌二九段に勝利する。また当時中国と国交の無かった韓国籍の趙治勲との聶衛平の対局は歴史的な対局でもあった。1989年からは若手主体の対抗戦となり、日本は25歳七段以下、中国は28歳以下の棋士から選手を選抜した。1992年の第20回で終了。

### 代表団と戦績
（日本代表団は訪中、中国代表団は来日。戦績は代表団から見て「勝-負-ジゴ」、1984-88年は個人毎の三番勝負成績、その他は総成績）
- 1960年日本代表団：(団長)瀬越憲作名誉九段（3-1-1）、坂田栄男九段（6-0）、橋本宇太郎九段（6-0）、瀬川良雄七段（5-1）、鈴木五良七段（6-0）、総戦績32-2-1
- 1961年日本代表団：(団長)有光次郎、曲励起八段（8-0）、小山靖男七段（7-1）、伊藤友恵五段（8-0）、菊池康郎（7-1）、安藤英雄（4-3-1）、総戦績34-5-1
- 1962年中国代表団：(団長)李夢華、劉棣懐、孫平化、黄永吉（1-6）、過惕生（2-5）、陳祖徳（4-３）、張福田（3-4）、張錫明（2-5）、総戦績12-23
- 1963年日本代表団：(団長)杉内雅男九段（11-0）、宮本直殻八段（7-4）、桑原宗久七段（5-6）、田岡敬一（4-5）、村上文祥（6-4-1）、総戦績33-19-1
- 1964年中国代表団：(団長)寥井丹、陳祖徳（5-4）、呉淞笙（4-5）、沈果孫（3-4-2）、王汝南（4-5）、羅建文（3-6）、陳錫明（1-6-2）、総戦績20-30-4
- 1965年日本代表団：(団長)梶原武雄八段（6-2-1）、工藤紀夫六段（7-2）、安倍吉輝五段（6-2-1）、総戦績19-6-2
- 1965年日本代表団：(団長)伊藤友恵五段、アマチュア女流棋士12名、総戦績7-28-1
- 1965年中国代表団：(団長)姚耐、陳祖徳（2-5）、呉淞笙（4-3）、王汝南（4-2-1）、美国震（1-6）、黄進先（0-6-1）、戦績11-22-2
- 1965年日本代表団：(団長)岩田達明九段（9-1）、刈谷啓八段（7-3）、谷宮悌二五段（8-1-1）、木谷禮子四段（5-5）、原田実（5-5）、西村修（6-2-2）、総戦績40-17-3
- 1966年中国代表団：(団長)仰柱、呉淞笙（2-3）、王汝南（3-2）、黄良玉（1-4）、沈果蓀（0-5）、黄進先（0-5）、黄徳勲、総戦績6-19
- 1966年日本代表団：(団長)島村俊広九段（6-0）、宮本義久八段（1-4-1）、家田隆二五段（4-2）、石田芳夫四段（5-0-1）、加藤正夫四段（5-1）、武宮正樹二段（4-2）、総戦績24-9-3
- 1973年中国代表（陳祖徳）3-6
- 第1回 1973年日本代表団：(団長)有光次郎、坂田栄男十段（6-1）、本田邦久九段（6-1）、石井邦生八段（6-1）、加藤正夫七段（6-1）、太田耕造六段（5-2）、小川誠子二段（3-3-1）、菊池康郎（5-1-1）、西村修（3-4）、総戦績40-14-2
- 第2回 1974年中国代表団：(団長)陳淇、陳祖徳（2-5）、呉淞笙（6-1）、王汝南（3-4）、黄徳勲（2-5）、邱鑫（4-3）、華以剛（5-2）、孔祥明（2-3-2）、陳慧芳（1-6）、総戦績25-29-2
- 第3回 1975年日本代表団：(団長)高川格九段（4-1-2）、窪内秀知九段（5-2）、石榑郁郎八段（3-4）、戸沢昭宣七段（5-2）、白鳥澄子三段（3-4）、芦田磯子初段（3-4）、村岡利彦（2-4-1）、今村文明（5-2）、総戦績30-23-3
- 第4回 1976年中国代表団：(団長)高文治、陳祖徳（2-5）、聶衛平（6-1）、呉淞笙（2-3-2）、王汝南（2-4-1）、華以剛（0-5-2）、曹志林（4-3）、王群（4-3）、孔祥明（7-0）、総戦績27-24-5
- 第5回 1977年日本代表団：(団長)橋本宇太郎九段（4-2-1）、東野弘昭九段（5-1-1）、石田章七段（5-1-1）、家田隆二七段（3-4）、佐藤昌晴六段（5-2）、井上真知子初段、菊地康郎、三浦浩（3-4）、総戦績30-23-3
- 第6回 1978年中国代表団：(団長)孫楽宣、陳祖徳（3-4）、聶衛平（3-4）、呉淞笙（4-3）、華以剛（5-2）、陳志剛（1-6）、孔祥明（5-2）、楊以倫（4-3）、江鳴久（3-4）、総戦績28-28（三番勝負 2-6）
- 1978年日本代表団：(団長)杉内雅男九段（2-1-1）、淡路修三七段（2-1-1）、山城宏六段（1-2-1）、上村陽生六段（3-1）、石倉昇（3-1）、総戦績11-6-3
- 第7回 1979年日本代表団：(団長)大窪一玄九段（4-2）、白石裕九段（2-3-1）、羽根泰正八段（4-2）、中村秀仁七段（2-3-1）、時本壱六段（2-3-1）、星川信明六段、小林千寿五段、小林覚五段（3-3）、総戦績22-21-5
- 第8回 1980年中国代表団：(団長)胡昌栄、聶衛平（3-4）、呉淞笙（4-3）、華以剛（2-4）、黄徳勲（3-4）、曹大元（6-1）、江鋳久（6-1）、孔祥明（3-4）、楊暉（5-2）、総戦績32-14
- 第9回 1981年日本代表団：(団長)橋本昌二九段（7-0）、小島高穂九段（3-4）、福井正明七段（4-3）、宮沢吾朗七段（5-2）、片岡聡六段（5-2）、清成哲也六段（3-4）、小林健二四段（2-5）、新海洋子二段（1-6）、総戦績30-26
- 第10回 1982年中国代表団：(団長)胡昌栄、聶衛平（6-1）、馬暁春（4-3）、曹大元（5-2）、楊普華（3-4）、江鳴久（6-1）、江鋳久（7-0）、銭宇平（5-2）、芮廼偉（7-0）、総戦績43-13
- 第11回 1983年日本代表団：(団長)石田芳夫九段（4-3）、石井邦生九段（4-3）、小林光一九段（7-0）、苑田勇一九段（6-1）、佐藤昌晴八段（2-5）、中村秀仁八段（3-1）、山城宏八段、長谷川直八段（3-4）、総戦績31-25
- 第12回 1984年中国代表団：(団長)杜維忠、聶衛平（0-2 趙治勲、0-2 加藤正夫）、馬暁春（0-2 加藤正夫、2-0 橋本昌二）、曹大元（0-2 酒井猛、1-2 羽根泰正）、劉小光（2-0 大平修三、2-1 本田邦久）、孔祥明（0-2 小林覚、0-2 東野弘昭）、銭宇平（1-2-1 片岡聡、2-1 山城宏）、宋雪林（0-2 宮沢吾朗、1-2 石井邦生）、王元（1-2 上村邦夫、2-0 牛之浜撮雄）、総戦績22-33-1無勝負
- 第13回 1985年日本代表団：(団長)坂田栄男名誉本因坊、本田邦久九段（1-2 聶衛平）、牛之浜撮雄九段（1-2 曹大元）、酒井猛九段（2-0 江鋳久）、石田章九段（0-2 馬暁春）、淡路修三九段（1-1-1 劉小光）、桑田泰明八段（1-2 王群）、上村陽生八段（1-2 銭宇平）、総戦績26-26-1
- 第14回 1986年中国代表団：(団長)陳祖徳、聶衛平（1-2 加藤正夫、2-0 羽根泰正）、馬暁春（2-0 小林覚、1-2 苑田勇一）、曹大元（2-1 工藤紀夫、1-2 橋本昌二）、孔祥明（1-2 時本壱、1-2 坂口隆三）、銭宇平（1-2 宮沢吾朗、1-2 彦坂直人）、邵震中（0-2 酒井猛、2-0 白石裕）、王群（2-0 園田泰隆、2-1 郡寿男）、芮廼偉（2-1 菅野清規、2-0 久保勝昭）、総戦績31-25
- 第15回 1987年日本代表団：(団長)加藤正夫名人（0-2 聶衛平、1-2 馬暁春）、淡路修三九段（2-0 馬暁春、2-1 江鋳久）、苑田勇一九段（1-2 曹大元、2-1 劉小光）、上村陽生八段（2-1 王群、2-1 曹大元）、彦坂直人七段（1-2 銭宇平、2-0 邵震中）、今村俊也七段、依田紀基六段、大矢浩一六段（2-0 張文東、0-2 兪斌）、総戦績32-24
- 第16回 1988年中国代表団：(団長)聶衛平6-1（2-0 橋本宇太郎、2-0 淡路修三、○石井邦生、×坂田栄男、○小松英樹）、馬暁春4-3（2-1 山城宏、1-2 工藤紀夫、○梶原武雄）、曹大元5-3（2-0 石井邦生、2-1 小島高穂、○苑田勇一、×山部俊郎）、劉小光5-2（2-1 本田邦久、2-1 上村邦夫、×加納嘉徳）、芮廼偉5-2（1-2 長谷川直、2-0 新垣武、○大窪一玄、○淡路修三）、方天豊4-3（1-2 小県真樹、2-1 石倉昇、○大平修三）、梁偉棠4-3（2-0 後藤俊午、0-2 小松英樹、×結城聡、○梶和為、○楠光子）、張璇6-1（2-0 結城聡、2-0 楠光子、○後藤俊午、○影山利郎）、総戦績39-17
- 第17回 1989年日本代表団：(団長)後藤文生読売文化部長、小松英樹六段（4-3）、結城聡六段（3-4）、山田和貴雄五段（0-7）、篠田秀行四段（4-3）、森田道博四段（6-1）、三村智保四段（4-3）、青木喜久代二段（6-1）、宮崎志摩子二段（2-5）、総戦績29-27
- 第18回 1990年中国代表団：(団長)李春竜、廖桂永（2-0 大矢浩一）、王剣坤（2-1 恩田烈彦）、楊暉（2-0 青木紳一）、張璇（2-0 青木喜久代）、李星（0-2 趙善津）、方捷（2-1 泉谷英雄）、邵煒剛（2-1 酒井真樹）、劉菁（0-2 有村比呂司）、総成績38-18
- 第19回 1991年日本代表団：(団長)丸山元弘読売事業開発部次長、森山直棋七段（7-0）、中小野田智巳五段（4-3）、柳時熏四段（4-2-1）、楊四段（2-5）、榊原史子三段（0-7）、関山利道三段（2-5）、宮崎龍太郎三段（0-7）、中澤彩子初段（1-6）、総戦績20-35-1
- 第20回 1992年中国代表団：(団長)李桂明、馬石（0-2 森田道博）、方捷（1-2 三村智保）、邵煒剛（2-1 楊嘉源）、楊士海（0-2 大森泰志）、常昊（2-0 有村比呂司）、趙棟（2-1 加藤充志）、羅洗河（1-2 高尾紳路）、葉桂（2-0 青木喜久代）、総成績32-24

## 藤沢秀行訪中団
藤沢秀行が若手棋士を集めた研究会を1980年から始め（通称秀行軍団）、この勉強の意味も兼ねて、1981年から訪中しての交流手合を行うようになった。当初の日本側メンバーは安倍吉輝、入段したばかりの依田紀基、安田泰敏、院生の藤沢一就ら。中国側は聶衛平、馬暁春などが中心だった。中国棋士の熱心さを目の当たりに見た藤沢は、早くから「中国軍団の馬蹄の響きが聞こえる」と言って、中国棋士のレベル向上を予言していた。

## その他の棋戦・交流
1985年には日中スーパー囲碁が開始。また同年には日中テレビ囲碁選手権戦も始まり、後にテレビ囲碁アジア選手権戦に発展する。1988年には日中名人戦、日中天元戦が開始されるなど、日中棋士の対局機会は増え、また世界選手権としても1979年に世界アマチュア囲碁選手権戦、1988年の世界囲碁選手権富士通杯が開始されるなど多数を数えるようになり、日中間に限らず、国を越えての囲碁交流は日常的なものとなった。1986年には中日友好囲棋会館が設立された。
愛知万博
2005年の愛知万博では、中国館の湖南省ウィークの催しとして、日中の好敵手を集めた中日囲碁対抗戦「五人対抗戦」「三人対抗戦」が行われた。
| 「五人対抗戦」(5月30日) - 林海峰○ - ×陳祖徳 - 小林光一○ - ×聶衛平 - 武宮正樹○ - ×馬暁春 - 羽根直樹× - ○常昊 - 山城宏○ - 羅洗河 | 「三人対抗戦」(6月1日) - 大竹英雄○ - ×陳祖徳 - 羽根泰正× - ○聶衛平 - 結城聡○ - ×常昊 |

院生合宿
2010年に日本棋院の孔令文と中国棋院の協力により、中国棋院にて日本棋院院生10名と中国若手選手との対抗戦が行われた。結果は日本側の18勝48敗。その他に早碁や孔傑、王磊らトップ棋士も参加しての検討も行われた。
アマチュアの交流
1986年に日中アマ囲碁友好会（理事長菊池康郎）が設立されるなど、アマチュアによる囲碁交流も盛んとなっている。個人単位での観光旅行の中に、現地の囲碁組織の協力によって囲碁交流のイベントが組み込まれることも行われている。

## 注
1. ↑  “中日共通の「手談」囲碁の魅力”. 中国網. 2018年3月9日閲覧。
2. ↑  『碁ワールド』2005年7月号「碁界トピックス」
3. ↑  『碁ワールド』2010年6月号「勝負の赤壁」